# Sebastian Küchler-Blessing
Sebastian Küchler-Blessing (* 1987 in Freiburg im Üechtland) ist ein deutscher Organist und Kirchenmusiker.

## Leben
Küchler-Blessing studierte als Jungstudent Klavier und Orgel an der Musikhochschule Trossingen bei Christoph Bossert und an der Hochschule für Musik Karlsruhe bei Sontraud Speidel.
An der Hochschule für Musik Freiburg studierte er Kirchenmusik, Musiktheorie und Konzertfach Orgel (Konzertexamen mit dem Prädikat „mit Auszeichnung bestanden“) bei Martin Schmeding und Otfried Büsing. Weitere prägende Lehrer waren Manfred Schreier, Hans Michael Beuerle und Zsigmond Szathmáry.
Seit 2014 ist er als Domorganist am Essener Dom, der Kathedralkirche des Ruhrbistums, tätig.
Er spielte als Solist unter Dirigenten wie Gustavo Dudamel, Hartmut Haenchen, Winfried Toll und Lucie Leguay, darüber hinaus führt ihn seine Arbeit mit Ensembles wie dem Orchestra Mozart Bologna unter Claudio Abbado, dem Stuttgarter Kammerorchester unter Wolfram Christ (Musiker), dem Windsbacher Knabenchor unter Karl-Friedrich Beringer und Martin Lehmann und Musikern wie Reinhold Friedrich, Gábor Boldoczki, Patricia Kopatchinskaja, Gabriel Schwabe, Frank Dupree und Severin von Eckardstein zusammen.
Er hat einen Lehrauftrag an der Robert Schumann Hochschule für Orgel und Liturgisches Orgelspiel inne und unterrichtete im Vertretungslehrauftrag für Martin Schmeding an der Hochschule für Musik Freiburg. Weitere Einladungen führten ihn als Gast ans Sankt Petersburger Konservatorium und die Hochschule für Musik und Theater „Felix Mendelssohn Bartholdy“ Leipzig. 
Er ist als Juror bei internationalen Orgelwettbewerben wie Daniel Herz Brixen oder dem Orgelwettbewerb um den Bachpreis der Landeshauptstadt Wiesbaden tätig. Im Jahr 2023 hatte er den Juryvorsitz beim Felix Mendelssohn Bartholdy Hochschulwettbewerb im Fach Orgel inne.
Er ist mit der Oboistin und Musikprofessorin Clara Blessing verheiratet.

## Preise (Auswahl)
Küchler-Blessing war Stipendiat der Studienstiftung des deutschen Volkes, der Deutschen Stiftung Musikleben, der Mozart-Gesellschaft Dortmund und der Jürgen-Ponto-Stiftung zur Förderung junger Künstler. 
- Bundeswettbewerb Jugend Musiziert: 1. Preis (Höchstpunktzahl) – Orgel solo und Klavier solo
- Internationaler Wettbewerb für junge Organisten Ljubljana: 1. Preis
- Internationaler Orgelwettbewerb Herford: einzig zu vergebender Preis im Fach Improvisation
- Internationaler Wettbewerb für Orgelimprovisation Schwäbisch Gmünd (3. Preis und Publikumspreis)
- Festspiele Mecklenburg-Vorpommern: Publikumspreis[17]
- Internationaler Orgelwettbewerb der Internationalen Orgelwoche Nürnberg: 1. Preis
- Felix-Mendelssohn-Bartholdy-Preis
- 2. Preis und Publikumspreis[18] beim Internationalen Johann-Sebastian-Bach-Wettbewerb Leipzig
- Arthur-Waser-Preis des Luzerner Sinfonieorchesters
- Paul-Harris-Fellow

## Aufnahmen (Auswahl)
- Oh Mensch! Gib Acht! Werke von Johannes Brahms, Zsigmond Szathmáry, Gustav Mahler, Luca Lombardi, Max Bruch, Jan Müller-Wieland, Nobert Linke, Otfried Büsing:  Reinhold Friedrich, Sebastian Küchler-Blessing mit Andre Schoch, Kristina Schoch (Produktion: ARS Produktion 2023).[19][20]
- Jubilissimo: Brass and Organ at Essen cathedral: Werke für Blechbläser und Orgel von Enjott Schneider: Reinhold Friedrich, Hannes Läubin, Brandt Attema, David Friedrich (Produktion: Ambiente Audio 2020).[21]
- Wo gehet Jesus hin: Passionskantaten von Johann Christoph Graupner: Ensemble Concerto grosso, Anton-Webern-Chor Freiburg, Hans Michael Beuerle (Produktion: Carus 2011).[22]
- Wie schön leuchtet der Morgenstern: Kantaten BWV 1, 48, 78 und 140 von J. S. Bach: Windsbacher Knabenchor, Deutsche Kammer-Virtuosen Berlin, Karl-Friedrich Beringer (Produktion: Sony Classical 2012).
- Carl Philipp Emanuel Bach: Hamburger Sinfonien Wq 182: Stuttgarter Kammerorchester, Wolfram Christ (Produktion: Hänssler classic 2013).[23][24]